# قصر قاجار

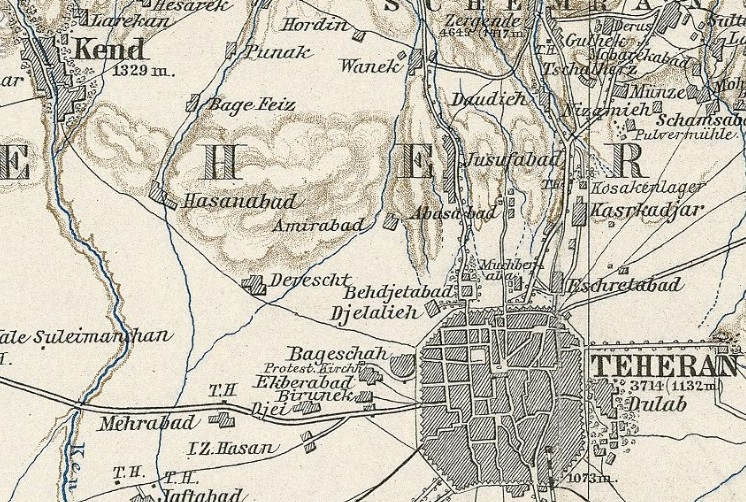
قصر قاجار در نقشه سال ۱۲۷۹ خورشیدی. نام قصر قاجار (Kasrkadjar) در سمت راست نقشه موجود است. (شهر قدیم تهران در پایین نقشه)

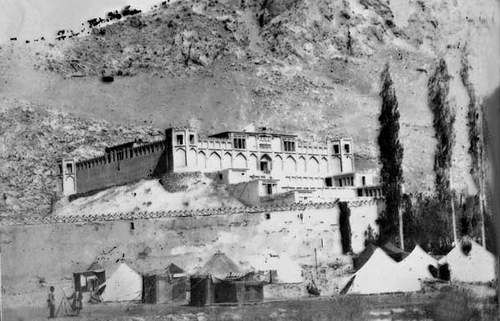
قصر قاجار

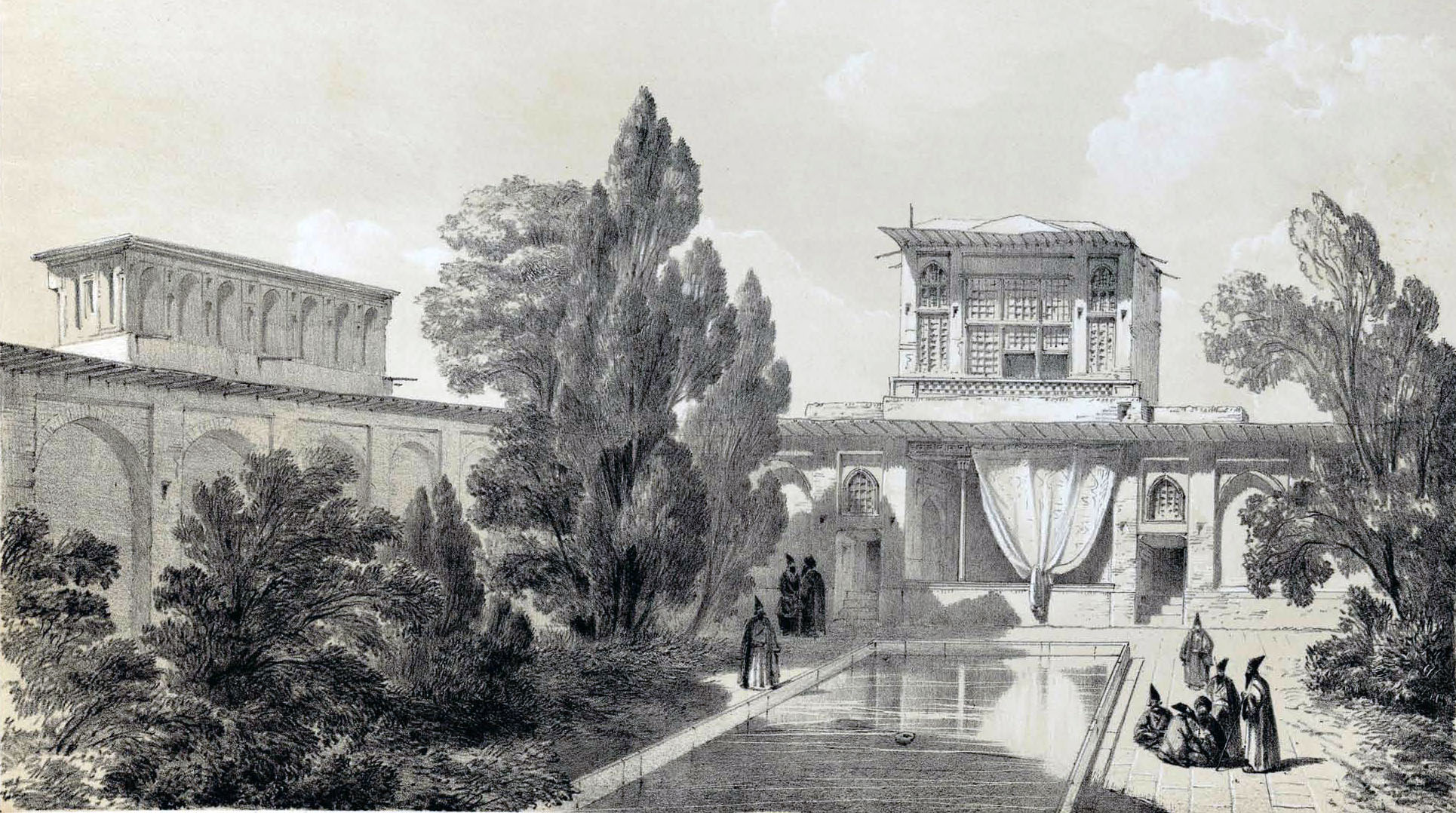
حیاط داخلی قصر، در زمان محمدشاه

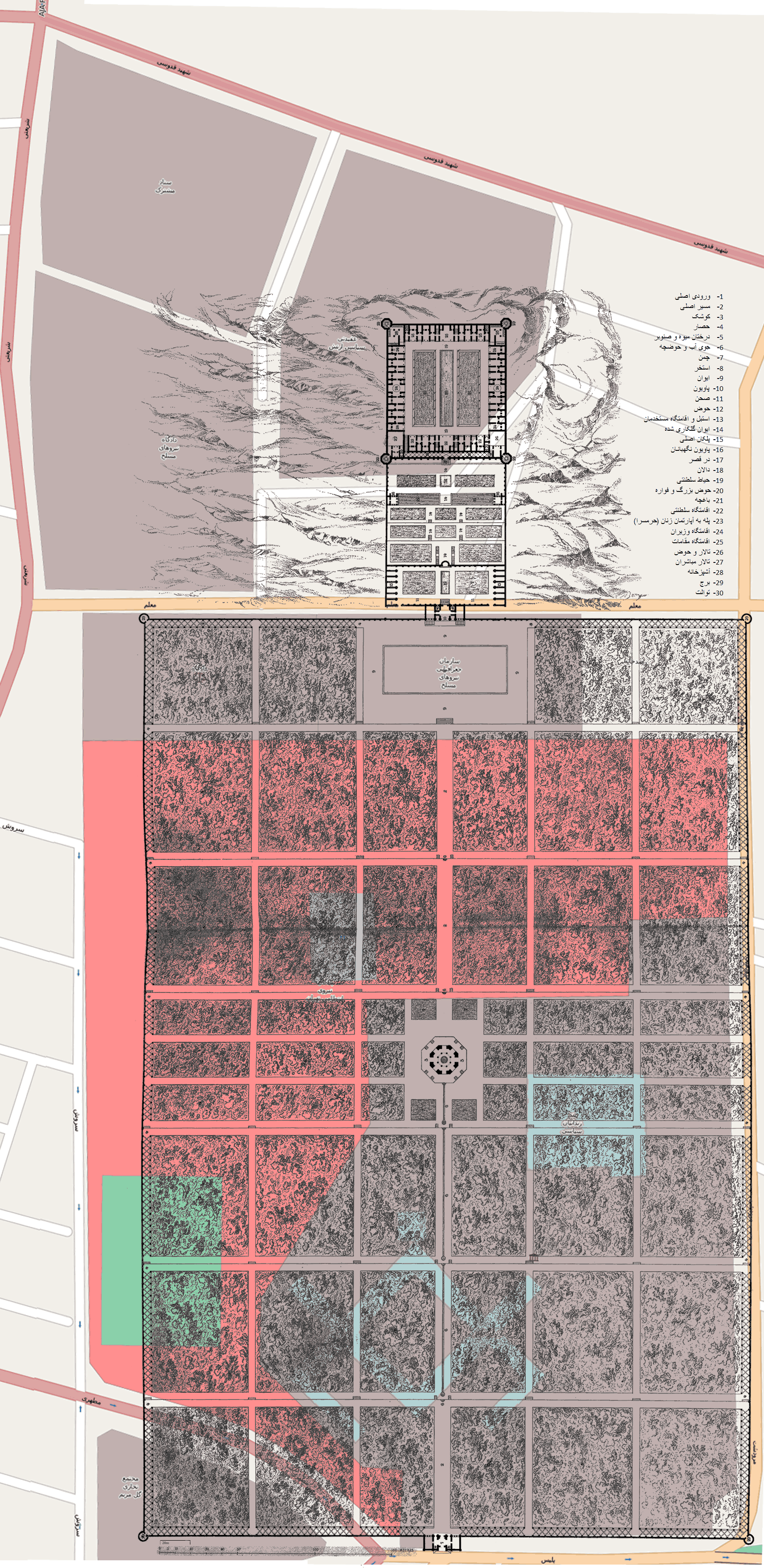
نقشه تطبیقی قصر قاجار (رسم شده در سال ۱۲۲۰ خورشیدی) و موزه قصر کنونی. جزئیات در مشاهده با بزرگ‌ترین حالت، مشهود است.

قصر قاجار، نام یکی از کاخ‌های عصر قاجاریان در تهران است که بنای آن یکی از قدیمی‌ترین قصرهای پادشاهان قاجار به‌شمار می‌آید. از این قصر که در نزدیکی چهارراه قصر امروزی یا همان ایستگاه قصر، واقع در محل تلاقی جاده قدیم شمیران (خیابان دکتر شریعتی) با خیابان عباس‌آباد (خیابان بهشتی امروزی) واقع بود، در عصر رضاشاه پهلوی نابود گردید و به جای آن زندان قصر ایجاد گردید.

## ویژگی‌های بنا
این بنای وسیع که در راه قدیم تهران به شمیران قرار داشت، در بالای تپه‌ای واقع بود، و چهار برج مراقبت در چهارسوی آن قرار داشت. در ضمن این بنا فاقد پنجره‌های بیرونی بود و از این جهت بیشتر از آن که به یک کاخ پادشاهی شبیه باشد، به یک قلعه نظامی شباهت داشت.
باغ‌های بسیار بزرگی در اطراف این بنا واقع بود، که به وسیلهٔ استخرها و نهرهای زلال و پُرآبی از یکدیگر مجزا می‌شدند؛ و روی قطعه زمین‌های مطبقی احداث شده بودند. ورودی قصر دارای بالا خانه‌ای بود که چشم‌انداز زیبایی از صحرا، شمیران، تهران، خرابه‌های ری و نجف‌آباد، کاخ‌های اشرف آباد و دوشان‌تپه داشت و اطراف و بناها از آن بالا به خوبی دیده می‌شدند.

## تزئینات داخلی
ناصر نجمی در کتاب دارالخلافه تهران تزئین داخلی اتاق‌ها را نظیر اغلب ساختمان‌های مجلل ایرانی دانسته و نوشته‌است که این تزئینات عبارت بودند از: آینه‌کاری، گچکاری، اکلیل کاری، نقاشی‌های عجیب و ساده و بی‌پیرایه‌ای از صحنه‌های حماسی ایران که با تصاویری از زندگی چنگیزخان و تیمور لنگ به هم آمیخته بود.
پیر آمدی ژوبر فرستاده ناپلئون به دربار فتحعلی‌شاه به سال ۱۲۲۱ قمری نیز از این نقاشی‌ها در کتاب مسافرت به ایران و ارمنستان، یاد کرده‌است.
از مندرجات مجموعه این منابع چنین بر می‌آید که بر دیوارهای جایگاه مخصوصی که در بالا خانه این بنا قرار داشته، تصاویری از شاهزادگان قاجاری نقاشی شده بوده‌است. همچنین در این بنا، نقوش برجسته‌ای که چهار زن که یکی از آن‌ها سر تا پا مسلح بود را نشان می‌دادند، حجاری شده بود.
نورگیری ساختمان‌ها در فضای داخلی از یک حیاط چهارگوش بود که در میان بنا قرار داشت، و در وسط آن حوض بزرگی قرار داشت. از جمله تزئینات داخلی که درون اتاق‌های بنا استفاده شده بود، می‌توان به آینه‌کاری، گچ‌کاری، اکلیل‌کاری اشاره نمود. همچنین نقاشی‌های ساده و زیبایی که یادآور هنرهای حماسی ایران بودند، در میان این تزئینات به چشم می‌خورد. در بین این نقاشی‌های ساده و عجیب تصاویری از زندگی و جنگ‌های چنگیزخان مغول و تیمورلنگ (که قاجاریان ادعا می‌کردند نسبشان به آن‌ها می‌رسد نیز، به چشم می‌خورد.

## نظرات جهانگردان
پیر آمدی ژوبر که فرستاده مخصوص ناپلئون بناپارت به دربار فتحعلی‌شاه بود در اوایل عصر قاجاریان از این مکان دیدن کرده‌است، در مورد آن می‌نویسد:
قصر قاجار بر فراز تپه‌ای واقع و بنایی است بسیار زیبا که با آجر ساخته شده و باغ بسیار بزرگی بر آن احاطه دارد. نهر آبی نیز از وسط باغ جاری است که پس از تشگیل حوض‌ها و فواره‌ها، در جایگاه زیردست گم می‌شود. عمارت قصر در نهایت جلال و شکوه تزئین شده و نقاشی‌هایی در کمال ظرافت و دقت در آن انجام شده‌است که زینت افزای آن است. اعلیحضرت سه ماه اول سال ایرانی که با مارس و آوریل و مه سال ۱۸۰۶ مسیحی مطابقت داشت، در این قصر گذرانیدند.
گاسپار دروویل، افسر فرانسوی که در اواسط سلطنت فتحعلی‌شاه در تهران به سر می‌برد در خاطراتش می‌نویسد:
پادشاه مقداری از اوقات خود را در فصل خوش هوا در خانه تفریحی که در یک فرسنگ و نیمی تهران ساخته می‌گذراند. این خانه که بیشتر به سبک اروپایی است، چون بر روی تپه‌ای مشرف به شهر واقع شده کاملاً نمودار است. این خانه و باغهای پلکانی وسیع و درختان زیادشان، بسیار فرحبخش اند… پادشاه به سبب دلبستگی فراوانش به تهران، این قصر را تخت قاجار نامیده.
همچنین بنجامین سفیر آمریکا در ایران دربارهٔ این قصر می‌نویسد:
قصر دیگر که در شمال تهران واقع است قصر قاجار نامیده می‌شود که از نقاط خوش منظره و بسیار زیبای تهران به‌شمار می‌رود. شاه کنونی ایران که مانند اسلاف خود علاقه زیادی به شکار دارد همیشه قبل از شکار به این قصر می‌رود و پس از استراحت کوتاهی عازم شکار می‌شود

## تاریخچه

### عصر فتحعلی‌شاه قاجار

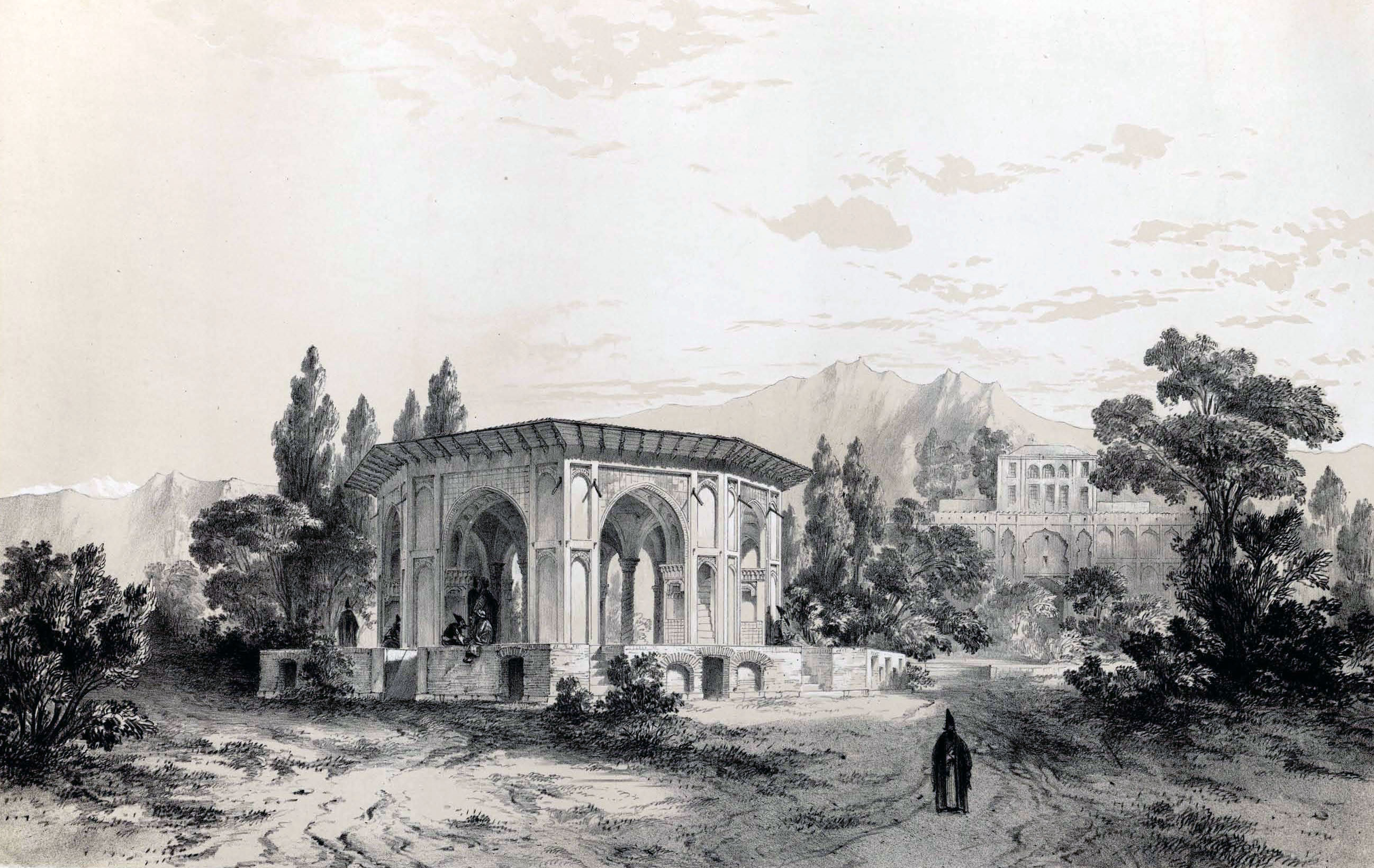
کوشک قصر در زمان محمدشاه

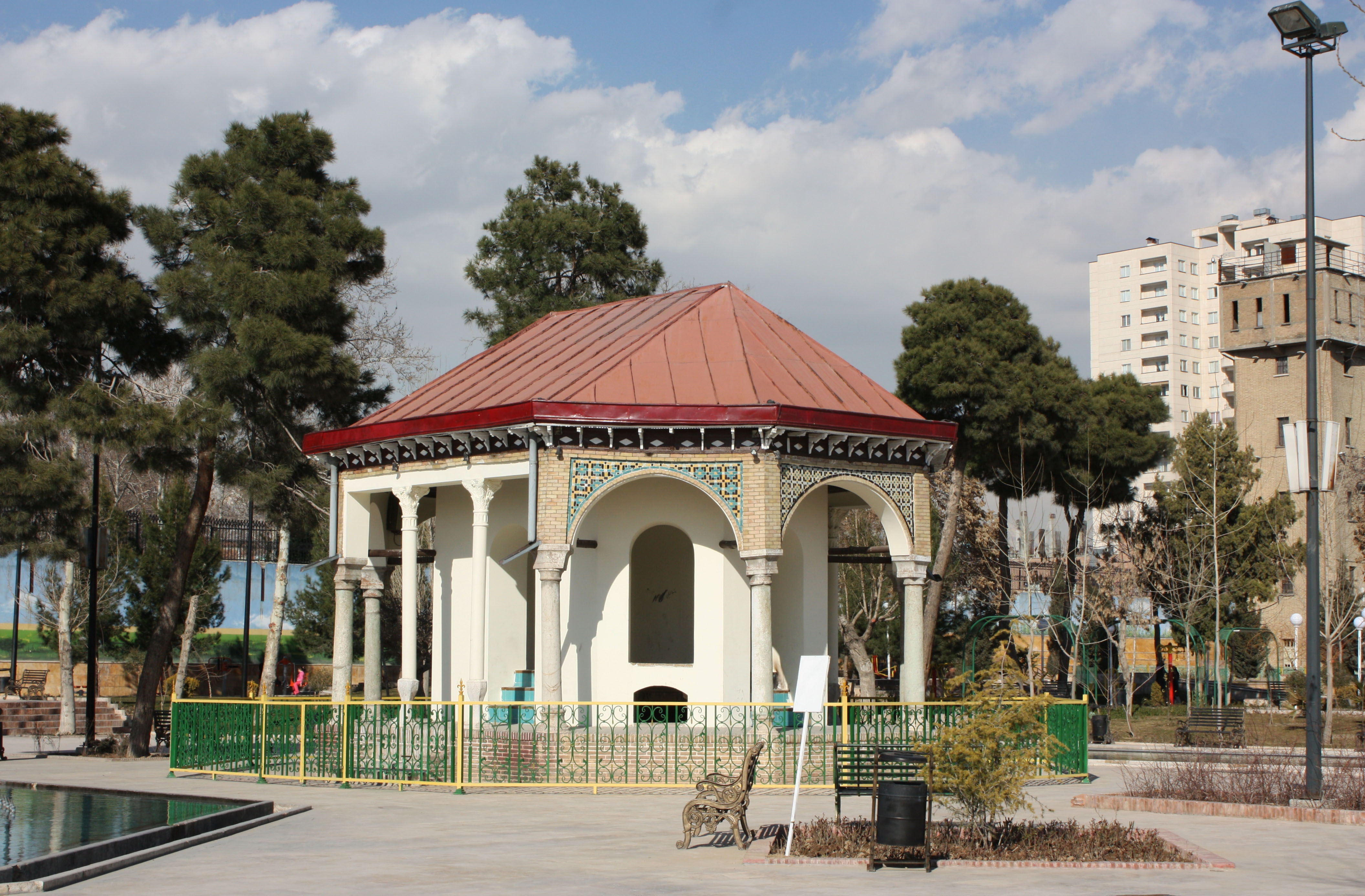
کوشک قصر، تنها بازمانده آن در زمان حاضر

در کتاب ایران و مسئله ایران نوشته جرج کرزن آمده است: «بعد از دیوار شهر کاخ ییلاقی قصر قاجار است که فتحعلی شاه بر تپه‌ای در شمال شهر ساخته که تنها پیکر متفاوت و خوشایند در میان بیابان قهوه‌ای فام گرداگرد شهر است.»
گرچه برخی قصر قاجار را از بناهای زمان حکومت آقامحمدخان قاجار دانسته‌اند، اما صحیح آن است که قصر قاجار در سال ۱۲۱۳ هجری قمری و در دومین سال سلطنت فتحعلی‌شاه، در نقطه‌ای واقع در خارج از شهر تهران آن زمان، ساخته شد.
بر اساس مندرجات کتاب‌های تاریخی، فتح‌علی‌شاه قاجار در سال ۱۲۱۳ قمری، در تقاطع جاده قدیم شمیران و خیابان عباس‌آباد امروزی، و بر فراز تپه‌ای رفیع، قصر زیبایی ساخت که بعدها به قصر قاجار معروف شد.
در این ارتباط در کتاب تاریخ مآثرالسلطانیه در ذکر وقایع سال ۱۲۱۳ هجری قمری آمده است:
...[در این سال] رای جهان آرای پادشاه اقتضای آن کرد که قطعه زمینی عبیرآگین را که در نیم فرسنگی شهر طهران واقع بود، باغی چون باغ خلد برین، مشحون به انواع اشجار و ریاحین ساخته و بر ذروه تلی، چون توده عنبرسارا که در آنجا واقع بود، سرائی دلگشا سازند، حکم قضا، امضاء نافذ گشت…

### دوره ناصری

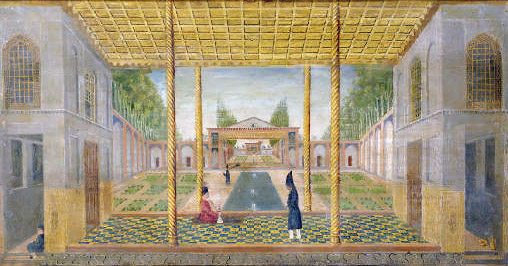
یک نقاشی از قصر قاجار در سال ۱۹۷۴

از قرائن چنین برمی‌آید که این قصر، در دوره ناصرالدین‌شاه از رونق می‌افتد. البته اعتمادالسلطنه در یادداشت‌های روزانه خود می‌نویسد:
... و دیگر اضافات عمده در قصر قاجار، نگارستان، دولت‌آباد و لاله زار است اگرچه این باغات در دولت‌های پیش انشا شد، اما در عهد همایون متجاوز از سی هزار تومان در تغییر وضع و اضافات ابنیه آن‌ها مصروف افتاده‌است… پارسال که قزل قلعه خراب شده بود اسباب آنجا را حمل به قصر قاجار کرده بودند در بین راه که زیاده از دو سه هزار ذرع نیست، هشت هزار فشنگ تفنگ را دزدیده‌اند. تا امروز به شاه عرض نکرده بودند.
نوشته اعتمادالسلطنه نشان می‌دهد که این قصر در اواخر سلطنت ناصرالدین‌شاه کارایی اصلی خود را از دست داده بود و تبدیل به یک مرکز نظامی شده بود. به نظر می‌رسد که این کاخ در حدود نیم قرن بعد از احداث آن متروک گردیده و برای استقرار نیروی قزّاق در اختیار کلنل کاساگوفسکی گذاشته و تبدیل به محل قزاق‌خانه گردید.

### عصر پهلوی
در دوره‌های بعدی از این قصر استفاده‌های مختلفی می‌شد تا این که در زمان رضاشاه به‌طور کامل تخریب گردید و به جای آن زندان قصر فعلی ساخته شد؛ نام قصر نیز به همین دلیل بر روی این زندان گذاشته شده‌است. از این قصر قدیمی تنها یک کلاه فرنگی و یک ساختمان قدیمی باقی مانده‌است. بخشی از زمین‌های شمالی این کاخ نیز در اختیار نیروهای قضایی و انتظامی قرار گرفت.

## نگارخانه

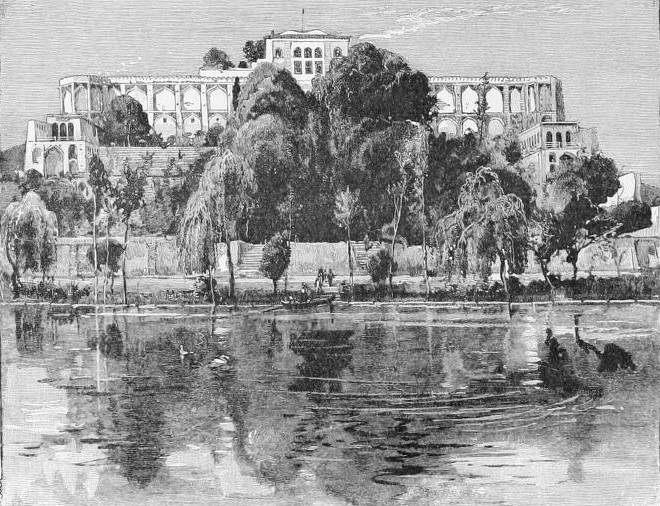
یک نگاره از قصر قاجار در سده نوزدهم میلادی

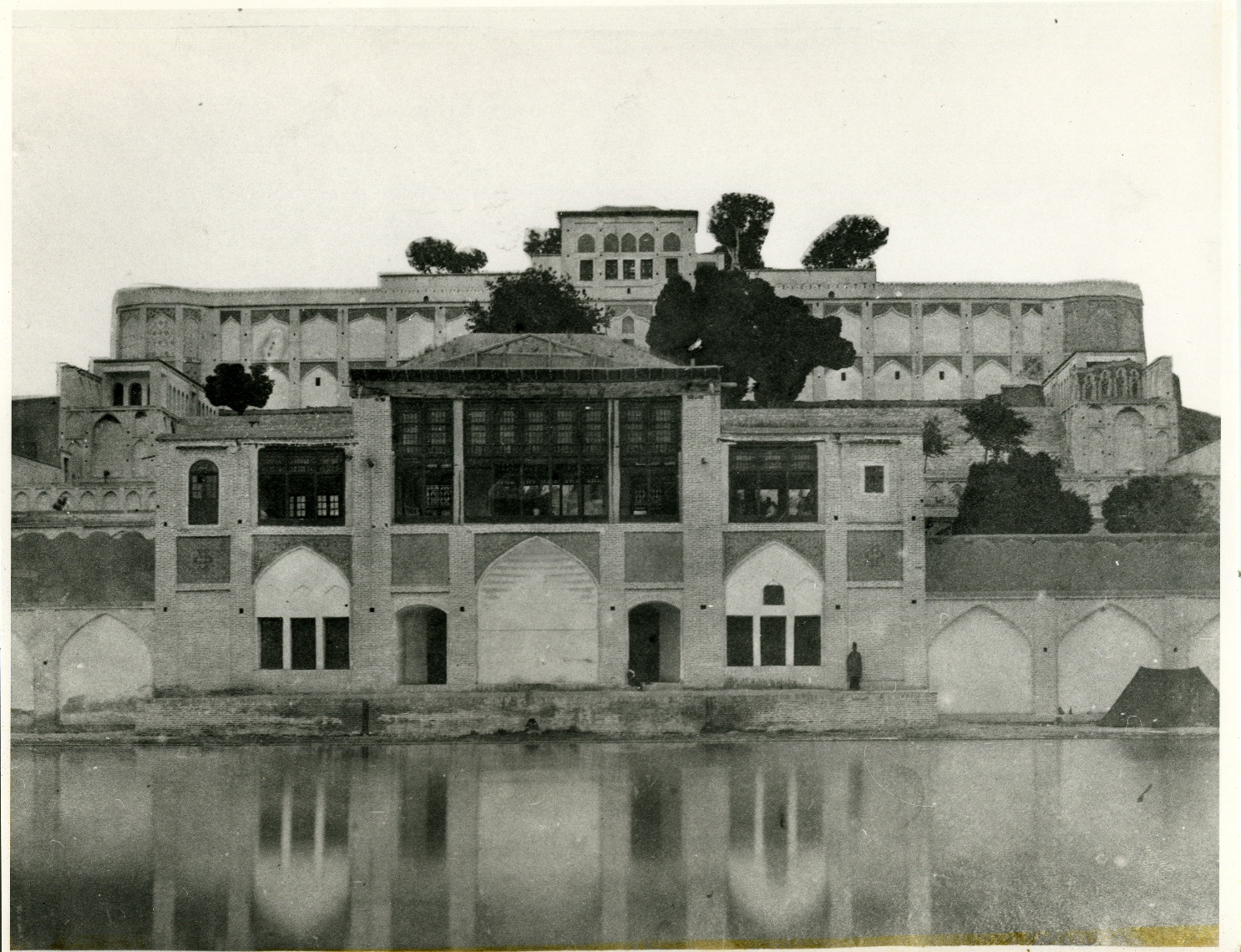
یک عکس قدیمی از قصر قاجار